# 후디 (가수)
후디 (Hoody, 1990년 2월 10일 ~ )는 대한민국의 R&B 가수이며, 소속사는 AOMG이다.

## 음반 활동
- 2013년 9월 24일 - [Digital Single] My Ride
- 2014년 8월 12일 - [Digital Single] Baby oh baby
- 2015년 9월 21일 - [Digital Single] Let Em Know
- 2016넌 6월 1일 - [Digital Single] Like You
- 2016년 12월 8일 - [Digital Single] By Your Side
- 2016년 12월 16일 - [EP] On And On
- 2017년 8월 24일 - [Digital Single] HANGANG

## 출연 작품
- 2016년 JTBC 《투유 프로젝트 - 슈가맨》 게스트 - With 사이먼 도미닉, 그레이, 장미여관
- 2018년 Mnet 《Show Me The Money 777》 - 키드밀리 Goals 피쳐링 (10회)

## 참여 음반
- 2015년 3월 24일 카 더 가든 - Photographer
- 2015년 6월 18일 콕재즈 앤 후디 - [Digital Single] Blue Horizon
- 2015년 9월 24일 박재범 - [Digital Single] Solo
- 2016년 3월 23일 투유 프로젝트 슈가맨 Part 23 - 넌 언제나
- 2016년 9월 2일 박재범 - [Digital Single] Me like yuh
- 2017년 6월 16일 진보 - KRNB2